# The Tomorrow War
Pour plus de détails, voir Fiche technique et Distribution.
The Tomorrow War (littéralement « La guerre de demain ») est un film de science-fiction américain réalisé par Chris McKay et sorti en 2021.

## Synopsis
Décembre 2022. Daniel « Dan » Forester, professeur de biologie et ancien béret vert, ne parvient pas à décrocher un emploi dans un laboratoire de recherche. Après un énième refus, il regarde en famille à la télévision la finale de la Coupe du monde de football. Subitement, pendant le match, dans le stade, un portail s'ouvre et des soldats armés en surgissent. Ils déclarent être des voyageurs temporels arrivés du futur — de l’année 2051 — pour alerter les Terriens de 2022. Car dans 30 ans, ils perdront une guerre contre des extraterrestres, les WhiteSpikes (pointes blanches), cherchant à exterminer l'humanité. Les voyageurs temporels demandent alors des renforts pour retourner en 2051 et pouvoir mieux affronter ces extraterrestres.
Malgré l'assistance militaire du passé, les pertes restent catastrophiques, incitant le monde non seulement à recruter plus de militaires, mais aussi des civils. Parmi ces recrues civiles, Dan Forester se retrouve affecté à une mission de la plus haute importance : récupérer des données de recherches pouvant permettre la mise au point d'une toxine efficace contre les WhiteSpikes, afin de la produire dans le passé de façon industrielle pour permettre à l'humanité de mettre fin à la guerre avant même qu'elle ne commence.
Dan et les autres recrues sont envoyés à Miami Beach dans l'avenir pour affronter les WhiteSpikes, mais un dysfonctionnement les fait apparaître à 150 mètres au-dessus de la surface au lieu de 1,5 mètre. Cela cause de nombreuses victimes et les seuls survivants atterrissent dans une piscine sur le toit d’un gratte-ciel. Leur commandant leur ordonne alors, par radio, de secourir le personnel du laboratoire à proximité avant que les forces militaires ne bombardent la zone. Les conscrits retrouvent tous les employés morts, mais récupèrent leurs recherches. Dan survit à la bombe incendiaire avec deux autres recrues, un scientifique nommé Charlie et Dorian, un vétéran de plusieurs tournées de la future guerre. C'est dans une base d'opérations avancée à Puerto Plata que Dan se réveille. Le colonel qui commande cette mission cruciale n'est autre que sa propre fille, Muri, désormais adulte dans le futur et aussi scientifique. Elle lui dit qu'il existe une toxine capable de tuer les WhiteSpikes mâles, mais pas les reines femelles, et lui demande son aide pour en capturer une afin de pouvoir affiner la toxine et la rendre mortelle pour toute l'espèce. Elle lui révèle également que, dans le passé, ne pas avoir réussi à obtenir le travail de chercheur qu'il espérait l'a désillusionné. Ceci l'a conduit à divorcer et abandonner sa fille, un peu comme son grand père paternel, James, l'a fait avec lui lorsqu'il était enfant. Et Dan est ensuite décédé dans un accident de voiture quand Muri avait seize ans.
Après avoir capturé une femelle WhiteSpikes, ils se dirigent vers DEEPSWELL-9, une plate-forme pétrolière offshore dotée d'une installation JumpLink (lien de saut). Muri réussit à développer la toxine mortelle pour l'espèce entière, mais impossible de la produire en masse en raison de la destruction des ressources. Muri décide donc de renvoyer Dan dans le passé avec la toxine, dans l'espoir d'empêcher la future guerre. La base est alors envahie par un essaim massif de WhiteSpikes dans un effort coordonné pour protéger leur reine, et Muri est tuée dans la bataille au moment où Dan est ramené dans le passé. Le contact est perdu avec le futur, indiquant que le JumpLink a été détruit et que la guerre y est perdue.
De retour dans le passé, Dan livre la toxine à l'armée pour une production de masse, puis rentre chez lui où il retrouve avec émotion sa fille Muri encore enfant et raconte ses expériences à sa femme, Emmy. Ensemble, ils découvrent que les WhiteSpikes sont arrivés sur Terre bien avant 2048, sur la base d'anciennes cendres volcaniques trouvées sur la griffe d'un d'entre eux. Dan et Charlie consultent Martin, élève de Dan et brillant volcanologue amateur. Ils déterminent que les WhiteSpikes sont sur Terre depuis au moins 1 000 ans, depuis « l'éruption du millénaire ». Dan mène une mission en Russie avec Charlie, Dorian, les futurs soldats bloqués et son père, qui les transporte dans son avion. Ils trouvent un vaisseau extraterrestre gelé sous un glacier, et ils supposent que le réchauffement climatique le libérera à l'avenir. De plus, les corps congelés d'une espèce extraterrestre reptilienne bipède sont découverts à bord. Le groupe en déduit que le vaisseau s'est écrasé sur Terre par accident, et que les WhiteSpikes sont des armes biologiques conçues pour anéantir la population indigène d'une planète et permettre aux extraterrestres reptiliens de la coloniser. Ils injectent alors la toxine mortelle dans plusieurs WhiteSpikes endormis dans des bio-pods, sortes de modules de conservation. Cela les tue presque instantanément, mais le reste de la colonie se réveille et commence à attaquer sauf la reine WhiteSpikes qui s'échappe.
Dorian et les futurs soldats se sacrifient pour faire sauter le vaisseau tandis que Dan et son père poursuivent la reine. Après une bataille acharnée, Dan la tue avec la toxine et assure ainsi la survie de l'humanité. Sachant que la guerre est évitée, il ramène son père à la maison pour qu'il rencontre enfin sa petite fille, déterminé à ne pas commettre les erreurs dont la future Muri lui avait parlé.

## Fiche technique
Sauf indication contraire, les informations mentionnées dans cette section peuvent être confirmées par la base de données cinématographiques IMDb,  présente dans la section « Liens externes ».
- Titre original : The Tomorrow War
- Titre de travail : Ghost Draft
- Réalisation : Chris McKay
- Scénario : Zach Dean
- Musique : Lorne Balfe
- Décors : Peter Wenham
- Costumes : Betsy Heimann
- Photographie : Larry Fong
- Montage : Roger Barton
- Production : Jules Daly, David Ellison, Dana Goldberg, David S. Goyer, Don Granger et Adam Kolbrenner

Production déléguée : Rob Cowan, Bradley J. Fischer, Brian Oliver et Chris Pratt
Coproduction : Samantha Nisenboim
- Sociétés de production : Skydance Productions, Lit Entertainment Group, New Republic Pictures et Phantom Four Films
- Société de distribution : Amazon Studios
- Budget : 200 millions de dollars[1],[2]
- Pays de production :  États-Unis
- Langue originale : anglais
- Format : couleur - 2.39:1
- Genres : science-fiction militaire, action
- Durée : 140 minutes
- Date de sortie[3] :
  - Monde : 2 juillet 2021 (Prime Video)
- Classification[4] :
  - États-Unis : PG-13
  - France : déconseillé aux moins de 12 ans

## Distribution
- Chris Pratt (VF : David Krüger ; VQ : Philippe Martin (acteur)) : James Daniel « Dan » Forester Junior
- Yvonne Strahovski (VF : Laura Blanc ; VQ : Mélanie Laberge) : Colonel Muri Forester, fille de Dan Forester
  - Ryan Kiera Armstrong (VF : Marie Facundo) : Muri Forester, enfant
- Betty Gilpin (VF : Philippa Roche ; VQ : Manon Leblanc) : Emmy Forester, épouse de Dan, mère de Muri
- Keith Powers (VF : Alex Fondja) : Major Greenwood
- Sam Richardson (VF : Daniel Lobé ; VQ : Fayolle Jean Jr.) : Charlie
- J. K. Simmons (VF : Jean Barney ; VQ : Pierre Chagnon (acteur)) : James Forester Senior, père de Dan
- Mary Lynn Rajskub (VF : Stéphanie Lafforgue) : Norah
- Edwin Hodge (VF : Namakan Koné ; VQ : Hugolin Chevrette-Landesque) : Dorian
- Seychelle Gabriel (VF : Marie Tirmont) : Sergent Diaz
- Jasmine Mathews (de) (VF : Déborah Claude ; VQ : Sofia Blondin) : Lieutenant Hart
- Olaolu Winfunke : Capitaine Woods
- Theo Von (en) : ?

Source VF[réf. nécessaire]

## Production

### Genèse et développement
En février 2019, Chris Pratt est annoncé en négociations pour jouer dans un film, alors intitulé Ghost Draft, dont la réalisation est confiée à Chris McKay. Il s'agit de son premier film en prise de vues réelles, après le film d'animation Lego Batman, le film (2017). En juillet de la même année, Yvonne Strahovski est aussi annoncée. D'autres acteurs et actrices rejoignent la distribution en août : J. K. Simmons, Betty Gilpin, Sam Richardson, Theo Von (en), Jasmine Mathews (de) ou encore Keith Powers,,,,. Mary Lynn Rajskub et Edwin Hodge rejoignent le projet en septembre 2019,.
Le film est ensuite rebaptisé The Tomorrow War.

### Tournage
Le tournage a lieu à Atlanta (notamment les Blackhall Studios), à Lincolnton et en Islande, dès le 1er septembre 2019.

## Accueil

### Sortie
Paramount Pictures devait initialement distribuer le film dans les salles de cinéma américaines à partir du 25 décembre 2020. En raison de la pandémie de Covid-19 et des changements de planning du studio, le film est repoussé au 23 juillet 2021 et prend ainsi la date de Mission impossible 7,,,.
En janvier 2021, on révèle finalement qu'Amazon Studios a proposé 200 millions de dollars pour acquérir les droits du film et le diffuser sur sa plateforme Prime Video. Cette annonce est confirmée en avril 2021. Amazon Studios annonce une sortie pour le 2 juillet 2021.